# لوکاس میار
لوکاس میار (آلمانی: Lukas Mähr؛ زادهٔ ۲۳ آوریل ۱۹۹۰) قایقران قایق بادبانی اهل اتریش است.
وی در مسابقات کشوری و بین‌المللی در مجموع برندهٔ ۱ مدال طلا، ۱ مدال برنز شده است.